# Annette Schäffler
Annette Schäffler (* 1966 in Trier) ist eine deutsche Filmproduzentin, die hauptsächlich für das mit ihrem Bruder Steffen Schäffler zusammen geschaffene Animationsfilm Der Perückenmacher bekannt wurde, der 2001 für den Oscar als Bester animierter Kurzfilm nominiert war.
Schäffler studierte an einer Filmschule und gründete 1994 mit ihrem Bruder die Berliner Produktionsfirma Ideal Standard Film.

## Werk
- 1993: Das Lächerliche Lied der Liebe
- 1994: Ahoi
- 2000: Der Perückenmacher
- 2001: Short6 – Teilstück Der Perückenmacher
- 2009: Screen Test
- 2011: Pickels in a pickle

### Auszeichnungen
Gewonnen
- 2000: Friedrich-Wilhelm-Murnau-Filmpreis für Der Perückenmacher
- 2001: Vancouver Effects and Animation Festival für Der Perückenmacher

Nominiert
- 2000: British Academy Film Award für Der Perückenmacher
- 2001: Oscar für Der Perückenmacher